# Spirorbula obtecta
Spirorbula obtecta é uma espécie de gastrópode  da família Hygromiidae.
É endémica de Portugal.